# Microchrysa calopus
Microchrysa calopus är en tvåvingeart som beskrevs av Enrico Adelelmo Brunetti 1907. Microchrysa calopus ingår i släktet Microchrysa och familjen vapenflugor. Inga underarter finns listade i Catalogue of Life.